# Oschaninia crucifera
Oschaninia crucifera là một loài bọ cánh cứng trong họ Oedemeridae. Loài này được Semenow miêu tả khoa học năm 1898.